# تالار بزرگ خلق
تالار بزرگ خلق ساختمانی دولتی واقع در ضلع شرقی میدان تیان‌آنمن در پکن است. این ساختمان برای فعالیت‌های تقنینی و تشریفاتی از سوی حکومت جمهوری خلق چین و حزب کمونیست چین مورد استفاده قرار می‌گیرد. تالار بزرگ به عنوان محل جلسه نشست‌های کامل مجلس چین، کنگره ملی خلق، که هر ساله در ماه مارس در کنار نشست ملی کنفرانس مشورتی سیاسی خلق چینی، از نهادهای مشورتی سیاسی برگزار می‌شود مورد استفاده قرار می‌گیرد. همچنین مکان کنگره ملی حزب کمونیست چین است، که هر پنج سال برگزار می‌شود.